# Hải Phương
Hải Phương là một xã cũ thuộc huyện Hải Hậu, tỉnh Nam Định, Việt Nam.

## Địa lý
Xã Hải Phương nằm ở phía tây nam huyện Hải Hậu, có vị trí địa lý:
- Phía đông giáp thị trấn Yên Định và xã Hải Quang
- Phía tây giáp xã Hải Long và xã Hải Trung
- Phía nam giáp xã Hải Tân
- Phía bắc giáp thị trấn Yên Định và xã Hải Bắc.

Xã Hải Phương có diện tích 4,97 km², dân số năm 2022 là 8.473 người, mật độ dân số đạt 1.704 người/km².

## Lịch sử
Năm 1485 – 1486, lập ấp Quần Cường. Chia Quần Cường Ấp làm Nội thập giáp, Ngoại tứ thôn. Nội Thập giáp gồm 4 thôn: Đông Cường, Tây Cường còn gọi là An Cường, Trung Cường, Bắc Cường.
Năm 1511, vùng đất Quần Cường được chuyển thành xã Quần Anh thuộc tổng Thần Lộ, huyện Tây Chân, phủ Thiên Trường, trấn Sơn Nam.
Tháng 1 năm 1804, vua Gia Long chia xã Quần Anh thành ba xã: Quần Anh Thượng, Quần Anh Trung, Quần Anh Hạ (nay là xã Hải Phương) và hợp với xã Kim Đê thành tổng Kim Giả, huyện Nam Chân, trấn Sơn Nam Hạ (cho đến năm 1822 là tỉnh Nam Định).
Năm 1827, chuyển Quần Anh Hạ thuộc tổng Kim Giả về tổng Quần Anh mới thành lập quản lý, tỉnh Nam Định.
Năm 1887, vua Tự Đức đổi xã Quần Anh Hạ đổi làm Quần Phương Thượng và tổng Quần Anh thành tổng Quần Phương.
ngày 27 tháng 12 năm 1888, Nha kinh lược Bắc Kỳ ban hành Quyết định thành lập huyện Hải Hậu trên cơ sở 4 tổng: Quần Anh, Kiên Trung, Ninh Nhất, Tân Khai thuộc phủ Xuân Trường tỉnh Nam Định. Huyện lỵ đặt tại xóm Đào Mãn, thôn Đông Cường, xã Quần Phương Hạ, tổng Quần Phương (nay thuộc xã Hải Phương).
Năm 1889, Chính quyền Nam Triều cắt phía Nam xã Quần Phương Hạ xã 100 mẫu ruộng và 100 chính đinh lập thành trại Quần Phương Hạ Trại. Trại này đến năm 1890 hợp với xã Phú Lễ; 2 lý Lục Phương và Quỳnh Phương; và một số một số xã, thôn mới khai khẩn, tách ra, lập thành tổng Ninh Mỹ.
Năm 1898, thành lập xã Nam Thôn trên cơ một phần của xã Quần Phương Hạ.
Năm 1948, thành lập xã Quần Phương trên cơ sở xã Quần Phương Hạ và xã Nam Thôn.
Ngày 23 tháng 2 năm 1952, thành lập xã Tân Anh trên cơ sở một phần của xã Quần Phương.
Ngày 20 tháng 9 năm 1952, đổi tên xã Quần Phương thành xã Hải Phương.
Tháng 2 năm 1956, thành lập xã Hải Bắc trên cơ sở một phần của xã Hải Phương.
Ngày 1 tháng 4 năm 1986, Hội đồng Chính phủ ban hành Quyết định số 34-HĐBT về việc thành lập thị trấn Yên Định trên cơ sở 112,6 hécta diện tích tự nhiên của xã Hải Phương.
Sau khi điều chỉnh địa giới hành chính, xã Hải Phương còn 463,40 hécta diện tích tự nhiên với 4.350 nhân khẩu.

## Kinh tế - xã hội
Xã đã xây dựng một cụm công nghiệp có nhiều tiềm năng phát triển mạnh. 
Giáo dục: Người dân Hải Phương có truyền thống hiếu học. Xã có 2 trường Mầm non 1 trường tiểu học và 1 trường trung học cơ sở đạt chuẩn quốc gia.

## Du lịch
- Đền Bảo Ninh thuộc xóm 10
- Nhà Tràng (nay là Trường PTTH Hải Hậu A)
- Cầu Ngói
- Chùa Tùng Lâm
- Bãi biển Thịnh Long
- Các nhà thờ (Hải Phương có 7 nhà thờ).

## Giao thông
Toàn bộ hệ thống giao thông liên xã, liên xóm đều được nhựa hóa và bê tông hóa rất thuận tiện cho việc đi lại. Xã có một đường trục liên xã, có tỉnh lộ 56 chạy qua, phía đông xã bên kia sông Múc là Quốc lộ 21.